# Otto Mann
Otto Mann je fiktivní postava z amerického animovaného seriálu Simpsonovi.
Je řidičem autobusu Springfieldské základní školy. Je fanouškem heavymetalové hudby, má dlouhé vlasy a na uších sluchátka. Jeho vzhled byl inspirován scenáristou Simpsonových Wallacem Wolodarským.
Otto Mann je ústřední postavou dílu 3. řady Otto v akci, v němž je zjištěno, že Otto nemá řidičský průkaz, a tak je nucen se podrobit zkouškám v autoškole. V dílu 11. řady Šílená a ještě šílenější Marge požádá Otto o ruku svou přítelkyni Becky, jež nesnáší heavymetalovou hudbu. Když se chystá svatba, dá Becky Ottovi ultimátum: buď ona, nebo heavy metal. Otto si vybere heavy metal a s Becky se rozejde.
V původním znění Otta dabuje Harry Shearer, v českém znění je jeho dabérem od 11. řady Martin Janouš.
Server Screen Rant zařadil Otta Manna na 10. místo seznamu 10 nejlepších postav Simpsonových namluvených Harrym Shearerem.